# Liriomyza lutea
Liriomyza lutea este o specie de muște din genul Liriomyza, familia Agromyzidae. A fost descrisă pentru prima dată de Johann Wilhelm Meigen în anul 1830.
Este endemică în Alaska. Conform Catalogue of Life specia Liriomyza lutea nu are subspecii cunoscute.